# El buen soldado
El buen soldado (título original en inglés, The Good Soldier: A Tale of Passion) es una novela del novelista inglés Ford Madox Ford, publicada en 1915. En 1998, la Modern Library la situó 30.ª en su lista de 100 mejores novelas del siglo XX.
Se ambienta justo antes de la Primera Guerra Mundial y es la crónica de la tragedia de Edward Ashburnham, el soldado a quien se refiere el título, y su propio matrimonio aparentemente perfecto y el de dos amigos estadounidenses. La novela se narra usando una serie de analepsis (flashbacks) en orden no cronológico, una técnica literaria que formaba parte del punto de vista pionero de Ford del impresionismo literario. Ford emplea el recurso del narrador no fiable con gran efecto conforme el principal personaje gradualmente revela una versión de los acontecimientos que es bastante diferente a aquella que el lector tiende a creer a partir de la introducción. La novela se basa vagamente en dos incidentes de adulterio y en la problemática vida personal de Ford.
El título original de la novela fue The Saddest Story ("La historia más triste"), pero tras el estallido de la Primera Guerra Mundial, los editores le pidieron a Ford un título nuevo. Ford sugirió sarcásticamente The Good Soldier, y con ese nombre se quedó.

## Resumen de la trama
- Wikisource contiene obras originales de o sobre El buen soldado.

Narra El buen soldado el personaje de John Dowell, integrante de una de las dos parejas cuyas relaciones en disolución forman el tema de la novela. Dowell cuenta la historia de aquellas disoluciones así como las muertes de tres personajes y la locura de un cuarto, en un estilo intrincado, no cronológico, que deja que los lectores rellenen los vanos.
La novela empieza con una línea famosa: "Esta es la historia más triste que he oído nunca". Dowell explica que durante nueve años, él, su esposa Florence y sus amigos el capitán Edward Ashburnham (el "buen soldado" del título) y su esposa Leonora han tenido una amistad ostensiblemente normal mientras que Edward y Florence buscaban tratamiento para sus padecimientos del corazón en un balneario de Nauheim, Alemania.
Resulta que nada en las relaciones o en los personajes es lo que parece a simple vista. El padecimiento de Florence es una ficción que ella ha tramado contra John para obligarlos a permanecer en Europa de manera que ella continuaría su lío con un bruto estadounidense llamado Jimmy. Edward y Leonora tienen un matrimonio desequilibrado, sin amor, roto por las constantes infidelidades del marido (tanto del cuerpo como del corazón) y los intentos de Leonora de controlar los asuntos de Edward (tanto románticos como financieros). Dowell es un bobo y se está dando cuenta de lo bobo que es, pues Florence y Edward han tenido un lío justo delante de sus narices durante nueve años sin que John lo averigüe hasta la muerte de Florence.
El lío de Florence con Edward la lleva a suicidarse cuando se da cuenta de que Edward se está enamorando de la joven pupila suya y de Leonora, Nancy Rufford, la hija de la íntima amistad de Leonora. Florence ve a los dos en una conversación íntima y se apresura a volver al balneario, donde ve a John hablando con un hombre al que ella conoce (y que sabe de su asunto con Jimmy) pero a quien John desconoce. Asumiendo que su relación on Edward y su matrimonio con John han terminado, Florence toma ácido prúsico que ella ha llevado durante años en un vial que John pensaba que era su medicina para el corazón, y muere.
Habiendo contado esa historia, Dowell sigue adelante contando la relación de Edward y Leonora, que parece normal pero que es una lucha de poder que gana Leonora. Dowell pasa por varios asuntos de Edward, incluyendo su posiblemente inocente intento de consolar a una criada lloroso en un tren; su asunto con la asada Maisie Maidan, el único personaje del libro que tiene un auténtico problema cardíaco, y su extravagante encuentro amoroso en Montecarlo y Antibes con una mujer mantenida conocida como La Dolciquita. Los devaneos de Edward acaban costándole una fortuna en sobornos, extorsiones y regalos para sus amantes, lo que lleva a Leonora a asumir el control de los asuntos financieros de Edward. Ella poco a poco lo saca de sus deudas.
El último lío de Edward es el más escandaloso, pues se encapricha de su joven pupila, Nancy. Nancy pasa a vivir con ellos después de dejar un convento donde sus padres la habían enviado; su madre era una alcohólica violenta, y su padre (más tarde se sugiere que este hombre podría no ser el padre biológico de Nancy) pudo haber abusado de ella. Edward, apartándose ya que no quiere dañar la inocencia de Nancy, lo organiza para que ella sea enviada a la India a vivir con su padre, aunque esto la atemoriza terribloemente. Una vez que Leonora sabe que Edward pretende ser casto en su pasión por Nancy, y solo quiere que Nancy siga amándolo desde lejos, Leonora lo atormenta haciendo este deseo imposible: pretende ofrecerle el divorcio de manera que pueda casarse con Nancy, pero informa a Nancy de su sórdida historia sexual, destruyendo el amor inocente que Nancy siente por él. Después de la marcha de Nancy, Edward se suicida, y cuando ella llega a Adén y ve el obituario en el periódico, se queda catatónica.
En la última sección de la novela aparece Dowell escribiendo desde la antigua finca de Edward en Inglaterra, donde asume el cuidado de Nancy, con quien no se puede casar debido a su enfermedad mental. Nancy es solo capaz de repetir dos cosas: una frase en latín que significa "Creo en un Dios omnipotente" y la palabra "volante". Dowell afirma que la historia es triste debido a que nadie consiguió lo que quería: Leonora quería a Edward pero lo pierde y se casa con el normal, pero aburrido, Rodney Bayham; Edward quería a Nancy pero la perdió; Dowell quería una esposa pero dos veces ha acabado siendo enfermero de una mujer enferma, una de ellas fingida.
Como si fuera una idea del último momento, Dowell cierra la novela contando la historia del suicidio de Edward. Edward recibe un telegrama de Nancy en el que se puede leer: "A salvo Brindisi. Pasándolo estupendamente bien. Nancy". Le pide a Dowell que lleve el telegrama a su esposa, saca una navaja, dice que ya es hora de descansar algo y se corta el cuello.
Dowell acaba inseguro en términos generales sobre dónde está la culpa pero expresando su simpatía por Edward, debido a que Dowell cree que su naturaleza es similar a la de Edward.

## Principales personajes
John Dowell: el narrador, esposo de Florence. Dowell es un cuáquero estadounidense, un hombre crédulo y nada apasionado que no puede leer las emociones de la gente que lo rodea.
Florence Dowell: esposa de John Dowell, mujer calculadora, manipuladora e infiel que usa a Dowell por su dinero mientras que sigue con sus asuntos por su lado. Finge una enfermedad cardiaca para conseguir lo que quiere de su esposo y tiene un largo lío con Edward Ashburnham.
Edward Ashburnham: amigo de los Dowell y esposo de Leonora. Ashburnham es un romántico sin remedio que persiste en enamorarse de todas las mujeres que se encuentra; está en Nauheim por el tratamiento de un problema cardíaco pero no queda claro si es un padecimiento real. Es lo opuesto a Dowell, un hombre viril, físico y apasionado.
Leonora Ashburnham: esposa de Edward en virtud de un matrimonio que fue más o menos arreglado por sus padre. Leonora llega a resentirse de las continuas aventuras amorosdas de Edward tanto como su efecto en su vida así como en su matrimonio y reivindica más y más control sobre Edward hasta que él muere.
Nancy Rufford: la joven pupila de los Ashburnham; Edward se enamora de ella después de cansarse de Florence. Al final Ashburnham envía a Nancy a la India a vivir con su padre, pero ella enloquece en el camino cuando descubre la muerte de Edward.
La Dolciquita: una bailarina española (la amante del Gran duque) que es el primer lío amoroso de Edward. Aunque él cree estasr románticamente vinculado con ella, rápidamente se desilusiona debido al ansia que ella tiene de dinero. No está en absoluto interesada en los gestos "sentimentales" de Edward, y pide dinero y regalos caros a cambio de sexo.
Maisie Maidan: el tercer lío de Edward. Maisie era una joven mujer casada, bonita, a quien Leonora compra para su "esposo niño" y la lleva de vuelta a Europa en beneficio de Edward. Maisie tiene un auténtico padecimiento cardíaco que la lleva a la muerte cuando intenta huir de Edward.

## Adaptaciones al cine, la televisión, la radio o el teatro
La novela fue adaptada para la televisión por Granada Television en 1981. Estaba protagonizada por Jeremy Brett, Vickery Turner, Robin Ellis y Susan Fleetwood. Dirigió Kevin Billington y estaba escrita por Julian Mitchell. En los Estados Unidos se retransmitió como parte de la serie Masterpiece Theatre.
La novela fue adaptada como un Book at Bedtime de la BBC Radio 4 por Lu Kemp en 2008, leída por Toby Stephens y producida por Kirsty Williams.